# Ferdynand Portugalski
Ferdynand de Bragança port., Fernando Maria Luís Miguel Rafael Gabriel Gonzaga Francisco de Assis António Apollinário de Bragança-Wettin (ur. 23 lipca 1846 w Lizbonie, zm. 6 listopada 1861 tamże) – infant portugalski.

## Życiorys
Urodził się jako czwarty syn (siódme dziecko) królowej-monarchini Marii II i jej drugiego męża króla Ferdynanda II. Jego starszymi braćmi byli m.in. przyszli królowie Portugalii Piotr V i Ludwik I. Zmarł na dur brzuszny 6 listopada 1861.
Infant Ferdynand został pochowany w klasztorze São Vicente de Fora w Lizbonie.